# Randolph Lycett
Pour les articles homonymes, voir Lycett.
Randolph Lycett (27 août 1886 à Birmingham – 9 février 1935) était un joueur de tennis britannique, spécialisé dans le double.

## Palmarès (partiel)

### Finale en simple (1)
|   | Date | Nom et lieu du tournoi       | Cat.      | ($) | Surf.        | Vainqueur        | Score         |          |
| 1 | 1922 | The Championships, Wimbledon | G. Chelem |     | Herbe (ext.) | Gerald Patterson | 6-3, 6-4, 6-2 | Parcours |

### Titres en Double (5)
|   | Date | Nom et lieu du tournoi              | Cat.      | ($) | Surf.        | Partenaire     | Finalistes                       | Score                    |
| - | ---- | ----------------------------------- | --------- | --- | ------------ | -------------- | -------------------------------- | ------------------------ |
| 1 | 1905 | Australian Championships, Melbourne | G. Chelem |     | Herbe (ext.) | Tom Tachell    | E.T. Barnard B. Spence           | 11-9, 8-6, 1-6, 4-6, 6-1 |
| 2 | 1911 | Australian Championships, Melbourne | G. Chelem |     | Herbe (ext.) | Rodney Heath   | J.J. Addison Norman Brookes      | 6-2, 7-5, 6-0            |
| 3 | 1921 | The Championships, Wimbledon        | G. Chelem |     | Herbe (ext.) | Max Woosnam    | Arthur Lowe Gordon Lowe          | 6-3, 6-0, 7-5            |
| 4 | 1922 | The Championships, Wimbledon        | G. Chelem |     | Herbe (ext.) | James Anderson | Pat O'Hara Wood Gerald Patterson | 3-6, 7-9, 6-4, 6-3, 11-9 |
| 5 | 1923 | The Championships, Wimbledon        | G. Chelem |     | Herbe (ext.) | Leslie Godfree | Eduardo Flaquer Marqués de Gomar | 6-3, 6-4, 3-6, 6-3       |

### Finale en double (1)
|   | Date | Nom et lieu du tournoi       | Cat.      | ($) | Surf.        | Vainqueurs                 | Partenaire   | Score              |
| 1 | 1919 | The Championships, Wimbledon | G. Chelem |     | Herbe (ext.) | Pat O'Hara Wood Ron Thomas | Rodney Heath | 6-4, 6-2, 4-6, 6-2 |

### Titres en Double mixte (3)
|   | Date | Nom et lieu du tournoi       | Cat.      | ($) | Surf.        | Partenaire     | Finalistes                         | Score    |          |
| - | ---- | ---------------------------- | --------- | --- | ------------ | -------------- | ---------------------------------- | -------- | -------- |
| 1 | 1919 | The Championships, Wimbledon | G. Chelem |     | Herbe (ext.) | Elizabeth Ryan | Dorothea Chambers Albertem Prebble | 6-0, 6-0 | Parcours |
| 2 | 1921 | The Championships, Wimbledon | G. Chelem |     | Herbe (ext.) | Elizabeth Ryan | Phyllis Covell Max Woosnam         | 6-3, 6-1 | Parcours |
| 3 | 1923 | The Championships, Wimbledon | G. Chelem |     | Herbe (ext.) | Elizabeth Ryan | Dorothy Shepherd Lewis Deane       | 6-4, 7-5 | Parcours |

### Finale en double mixte (2)
|   | Date | Nom et lieu du tournoi       | Cat.      | ($) | Surf.        | Vainqueurs                       | Partenaire     | Score    |          |
| - | ---- | ---------------------------- | --------- | --- | ------------ | -------------------------------- | -------------- | -------- | -------- |
| 1 | 1920 | The Championships, Wimbledon | G. Chelem |     | Herbe (ext.) | Suzanne Lenglen Gerald Patterson | Elizabeth Ryan | 7-5, 6-3 | Parcours |
| 2 | 1922 | The Championships, Wimbledon | G. Chelem |     | Herbe (ext.) | Suzanne Lenglen Pat O'Hara Wood  | Elizabeth Ryan | 6-4, 6-3 | Parcours |